# Box na Letních olympijských hrách 2020
Box na Letních olympijských hrách 2020 v Tokiu se konal od 24. července do 8. srpna 2021.

## Medailisté

### Muži
| Kategorie | Zlato                                     | Stříbro                                       | Bronz                                 | Bronz                                  |
| --------- | ----------------------------------------- | --------------------------------------------- | ------------------------------------- | -------------------------------------- |
| – 52 kg   | Galal Yafai · Velká Británie (GBR)        | Carlo Paalam · Filipíny (PHI)                 | Saken Bibossinov · Kazachstán (KAZ)   | Rjómei Tanaka · Japonsko (JPN)         |
| – 57 kg   | Albert Batyrgazijev · Sportovci ROV (ROC) | Duke Ragan · Spojené státy americké (USA)     | Lázaro Álvarez · Kuba (CUB)           | Samuel Takyi · Ghana (GHA)             |
| – 63 kg   | Andy Cruz · Kuba (CUB)                    | Keyshawn Davis · Spojené státy americké (USA) | Harry Garside · Austrálie (AUS)       | Hovhannes Bachkov · Arménie (ARM)      |
| – 69 kg   | Roniel Iglesias · Kuba (CUB)              | Pat McCormack · Velká Británie (GBR)          | Andrej Zamkovoj · Sportovci ROV (ROC) | Aidan Walsh · Irsko (IRL)              |
| – 75 kg   | Hebert Conceição · Brazílie (BRA)         | Olexandr Chyžňak · Ukrajina (UKR)             | Gleb Bakši · Sportovci ROV (ROC)      | Eumir Marcial · Filipíny (PHI)         |
| – 81 kg   | Arlen López · Kuba (CUB)                  | Benjamin Whittaker · Velká Británie (GBR)     | Loren Alfonso · Ázerbájdžán (AZE)     | Imam Chatajev · Sportovci ROV (ROC)    |
| – 91 kg   | Julio César La Cruz · Kuba (CUB)          | Muslim Gadžimagomedov · Sportovci ROV (ROC)   | Abner Teixeira · Brazílie (BRA)       | David Nyika · Nový Zéland (NZL)        |
| + 91 kg   | Bakhodir Jalolov · Uzbekistán (UZB)       | Richard Torrez · Spojené státy americké (USA) | Frazer Clarke · Velká Británie (GBR)  | Kamšybek Konkabajev · Kazachstán (KAZ) |

### Ženy
| Kategorie | Zlato                                  | Stříbro                               | Bronz                                         | Bronz                                          |
| --------- | -------------------------------------- | ------------------------------------- | --------------------------------------------- | ---------------------------------------------- |
| – 51 kg   | Stojka Krstevová · Bulharsko (BUL)     | Buse Naz Çakıroğluová · Turecko (TUR) | Cukimi Namikiová · Japonsko (JPN)             | Huang Hsiao-wen · Tchaj-wan (TPE)              |
| – 57 kg   | Sena Irieová · Japonsko (JPN)          | Nesthy Peteciová · Filipíny (PHI)     | Karriss Artingstallová · Velká Británie (GBR) | Irma Testaová · Itálie (ITA)                   |
| – 60 kg   | Kellie Harringtonová · Irsko (IRL)     | Beatriz Ferreiraová · Brazílie (BRA)  | Sudaporn Seesondeeová · Thajsko (THA)         | Mira Potkonenová · Finsko (FIN)                |
| – 69 kg   | Busenaz Sürmeneliová · Turecko (TUR)   | Ku Chung · Čína (CHN)                 | Lovlina Borgohainová · Indie (IND)            | Oshae Jonesová · Spojené státy americké (USA)  |
| – 75 kg   | Lauren Priceová · Velká Británie (GBR) | Li Čchien · Čína (CHN)                | Nouchka Fontijnová · Nizozemsko (NED)         | Zemfira Magomedalijevová · Sportovci ROV (ROC) |

## Přehled medailí
| Pořadí | Země                   | Zlato | Stříbro | Bronz | Celkově |
| ------ | ---------------------- | ----- | ------- | ----- | ------- |
| 1      | Kuba                   | 4     | 0       | 1     | 5       |
| 2      | Velká Británie         | 2     | 2       | 2     | 6       |
| 3      | Sportovci ROV          | 1     | 1       | 4     | 6       |
| 4      | Brazílie               | 1     | 1       | 1     | 3       |
| 5      | Turecko                | 1     | 1       | 0     | 2       |
| 6      | Japonsko               | 1     | 0       | 2     | 3       |
| 7      | Irsko                  | 1     | 0       | 1     | 2       |
| 8      | Bulharsko              | 1     | 0       | 0     | 1       |
| 8      | Uzbekistán             | 1     | 0       | 0     | 1       |
| 10     | Spojené státy americké | 0     | 3       | 1     | 4       |
| 11     | Filipíny               | 0     | 2       | 1     | 3       |
| 12     | Čína                   | 0     | 2       | 0     | 2       |
| 13     | Ukrajina               | 0     | 1       | 0     | 1       |
| 14     | Kazachstán             | 0     | 0       | 2     | 2       |
| 15     | Arménie                | 0     | 0       | 1     | 1       |
| 15     | Austrálie              | 0     | 0       | 1     | 1       |
| 15     | Ázerbájdžán            | 0     | 0       | 1     | 1       |
| 15     | Tchaj-wan              | 0     | 0       | 1     | 1       |
| 15     | Finsko                 | 0     | 0       | 1     | 1       |
| 15     | Ghana                  | 0     | 0       | 1     | 1       |
| 15     | Indie                  | 0     | 0       | 1     | 1       |
| 15     | Itálie                 | 0     | 0       | 1     | 1       |
| 15     | Nizozemsko             | 0     | 0       | 1     | 1       |
| 15     | Nový Zéland            | 0     | 0       | 1     | 1       |
| 15     | Thajsko                | 0     | 0       | 1     | 1       |
| celkem | celkem                 | 13    | 13      | 26    | 52      |